# The Comeback Trail
The Comeback Trail (en España: La última gran estafa) es una película estadounidense de 2020, del género comedia, dirigida por George Gallo y escrita por Gallo y Josh Posner, basada en la película homónima de 1982 de Harry Hurwitz. Está protagonizada por Robert De Niro, Tommy Lee Jones, Morgan Freeman y Zach Braff; cuenta con seis productores y 32 productores ejecutivos.

## Sinopsis
Max Barber es un productor de cine de Hollywood de serie B que necesita un proyecto para saldar su deuda con un jefe mafioso. Decide iniciar el rodaje de una película con escenas de acción, con el fin de provocar la muerte del protagonista, Duke Montana una antigua estrella del wéstern, y poder cobrar así el seguro y solucionar definitivamente sus problemas económicos. Sin embargo, cuando comienza el rodaje no todo sale según lo previsto.

## Reparto
- Robert De Niro - Max Barber, tío de Walter
- Tommy Lee Jones - Duke Montana
- Morgan Freeman - Reggie Fontaine
- Zach Braff - Dr. Walter Creason, sobrino de Max
- Eddie Griffin - Devin Wilton
- Emile Hirsch - James Moore
- Kate Katzman - Megan Albert
- Blerim Destani - Boris
- Sheryl Lee Ralph - Bess Jones
- Leslie Stratton - Hermana Mary Lilith
- Nick Vallelonga - Gángster Jefe
- Vito Di Donato - Gángster  #4
- Joel Michaely - Andre

## Producción
El proyecto se anunció en mayo de 2019, con Robert De Niro, Tommy Lee Jones y Morgan Freeman en el elenco de la película, escrita y dirigida por George Gallo. Zach Braff y Eddie Griffin se agregaron más tarde ese mes. Emile Hirsch se unió al mes siguiente.
El rodaje comenzó a principios de junio de 2019 y continuó hasta julio íntegramente en Nuevo México.